# Stemma di Danzica

Stemma di Danzica versione grande

Lo stemma di Danzica consiste in uno scudo rosso su cui si trovano due croci d'argento, collocate in palo non entranti nella corona d'oro sovrastante. Sostengono lo scudo due tenenti o supporti a forma di leoni d'oro . Nella parte inferiore dello scudo appare, riportato su un nastro d'oro, il motto della città nec temere, nec timide che significa "Né temerariamente, né timidamente".

## Storia

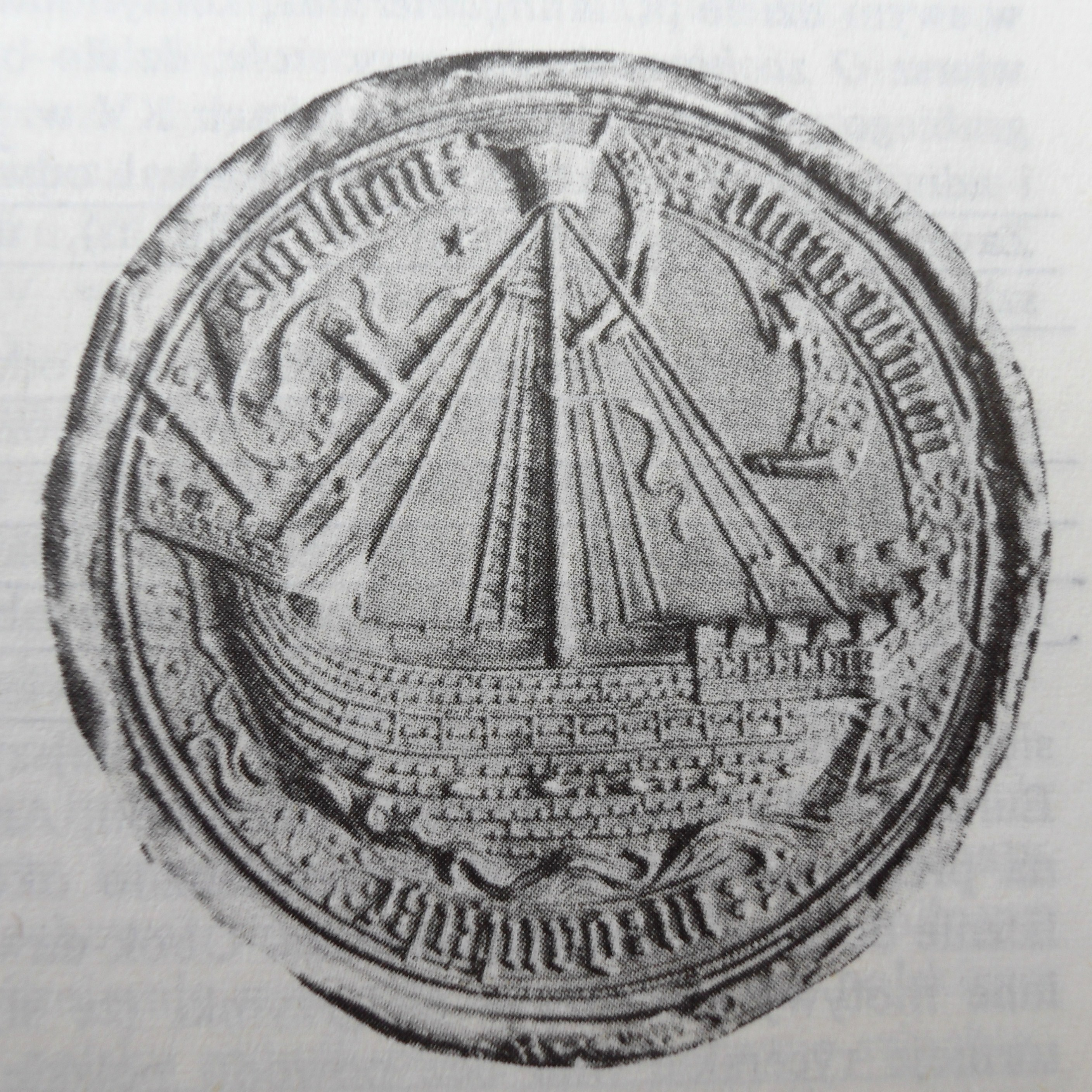
Stemma con la cocca

Lo stemma della città apparve per la prima volta in un sigillo nel XIV secolo, anche se la rappresentazione era notevolmente differente da quella attuale: vi era raffigurata una cocca con sopra la prua una stella solitaria.
Successivamente lo stemma venne modificato fino a raggiungere l'aspetto attuale: nel XV secolo durante la dominazione teutonica della città, comparvero le due croci in palo sullo sfondo rosso. 
Nel 1457 su concessione di Casimiro IV Jagellone venne inserita la corona, come segno d'appartenenza della città al Regno di Polonia. 
In seguito apparvero due leoni a sostegno dello scudo, affermandosi presto parte dello stemma che tutt'oggi è visibile in tutta la città di Danzica.